# Гантер (річка)

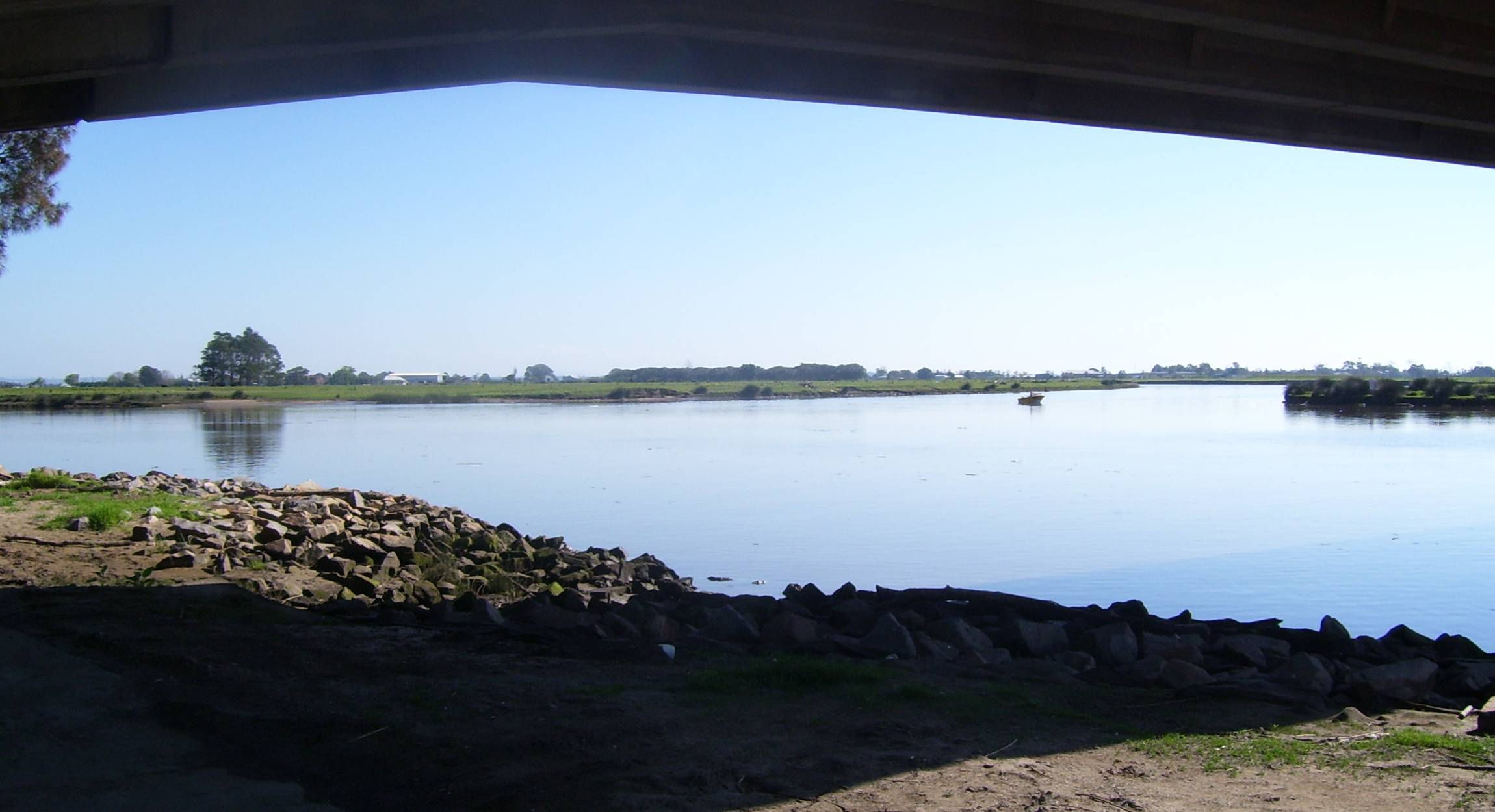
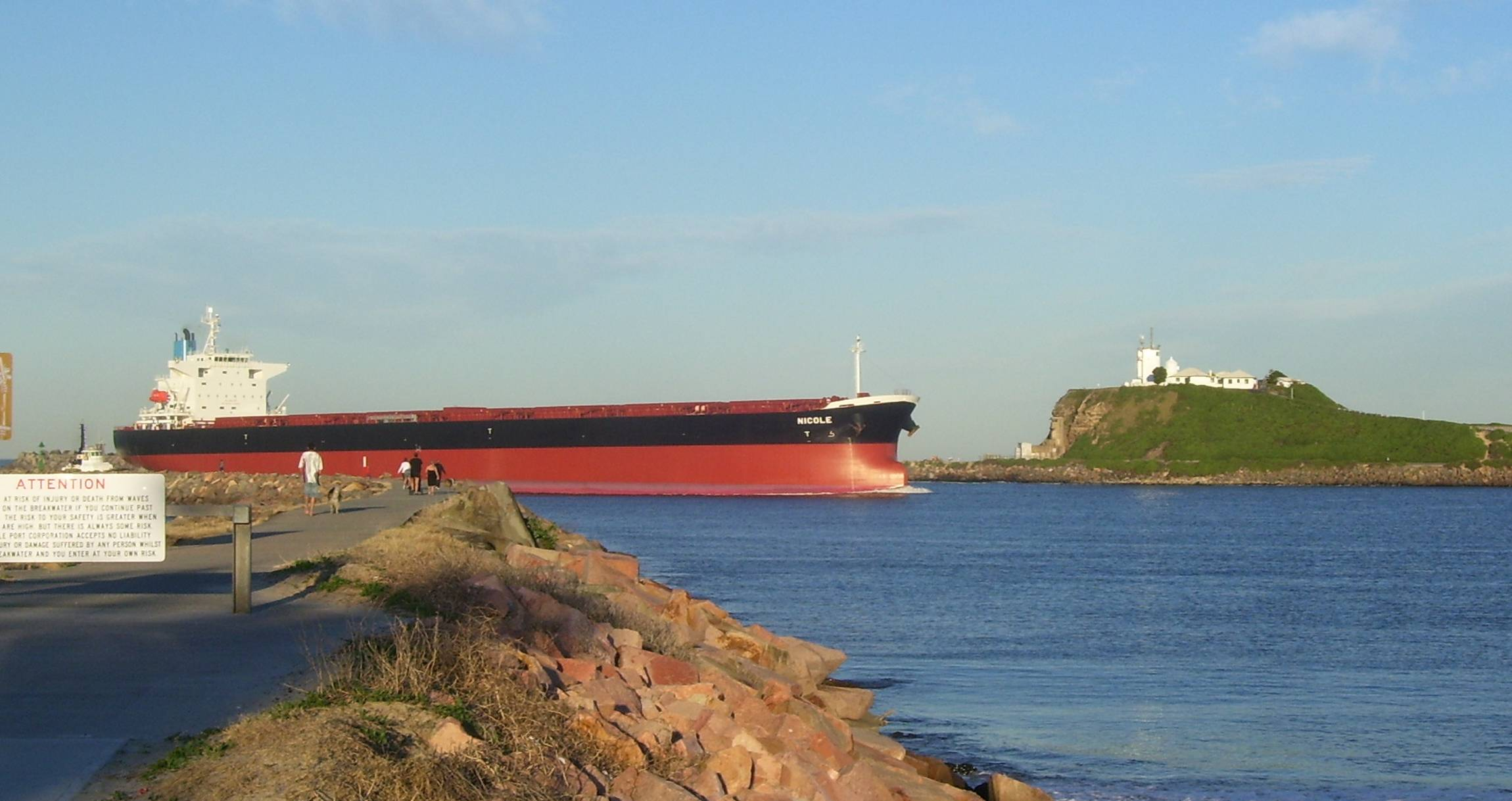

Гантер (англ. Hunter River) — річка в штаті Новий Південний Уельс.
Джерела річки розташовані на схилах хребта Ліверпул, далі річка протікає по долині, розташованої в 120—300 км на північ від Сіднея й однієї з найбільших рівнин на узбережжі штату. Впадає Гантер у Тасманове море в місті Ньюкасл. Найбільші притоки — річки Патерсон, Вільямс і Ґоулберн.
Річка була відкрита європейцями в 1790-і рр. В 1796 році недалеко від гирла річки було виявлене вугілля. Дотепер порт Ньюкасла перебуває у світових лідерах експорту кам'яного вугілля. Свою назву річка одержала в 1797 році на честь Джона Гантера, морського офіцера й губернатора колонії Новий Південний Уельс.
Клімат долини Гантера сприятливий для розвитку сільського господарства. Середня температура біля узбережжя коливається від +13°С узимку до +23 °C улітку, кількість опадів — 1100 мм, в деякі роки — близько 2000 мм. У горах узимку температура може впасти до нульової позначки. Річка відома своїми повенями, після катастрофічної повені в лютому 1955 року була побудована дамба Гленбон. Проте повінь у червні 2007 року також завдала значної шкоди.
У долині річки проживає близько 630 тисяч осіб, більше половини — у приморських містах Ньюкасл і Лейк-Маккворі. Інші міста, розташовані вздовж річки Гантер, від витоку до гирла: Абердин, Масвеллбрук, Денман, Джерріс-Плейн, Сінглтон, Мейтленд, Морпет і Реймонд-Террас.
| Австралія | Це незавершена стаття з географії Австралії. Ви можете допомогти проєкту, виправивши або дописавши її. |

1. ↑  GEOnet Names Server — 2018.